# ماسومي أسانو
ماسومي أسانو (浅野真澄 أسانو ماسومي) هي مؤدية أصوات يابانية ولدت في 25 أغسطس 1977 في نوشيرو، أكيتا.

## أدوارها في الأنمي

### مسلسلات أنمي تلفزيونية
- إيكي توسن - سونساكو هاكوفو
- إيكي توسن Dragon Destiny - سونساكو هاكوفو
- إيكي توسن Great Guardians - سونساكو هاكوفو
- إيكي توسن XTREME XECUTOR - سونساكو هاكوفو
- هذا هو سيدي - إيزومي ساواتاري
- سولتي راي - روز أندرسون
- شاكوغان نو شانا - يوكاري هيراي
- أريا الرصاصة القرمزية - أوميكو تسوزوري
- ميري آكلة الأحلام - ناو هوريه
- جاينت كيلينغ - يوري ناغاتا
- باسكواش! - ميوكي أيوكاوا
- دي إن إنجل - ريسا هارادا
- هاجيمي نو إيبو - أكيمي
- دوت هاك أسطورة الشفق - ميتشي
- ذا سول تيكر - يوكو كينوتا
- رايلغان معينة خاصة بالعلم - قائدة عصابة المشاغبين
- ترانسفورمرز إينرجون - آرسي, سالي جونز، ميراندا جونز، كيكر (أيام الطفولة)
- حداد السيف المقدس - فرانشيسكا
- بلود سي - يوكا أمينو
- ميداكا بوكس - إيساهايا
- هيوكا - أياكو كوتشي
- معارك القوى الغريبة في حياتنا اليومية - ماتشي أندو
- تراياج X - ميكي تسوروغي
- فرسان التنكاي - بيني
- المحقق كونان - كاتسوكو كانو (النقطة العمياء في المنزل المشترك)
- مطعم الأشباح - ريكو ساكوما

### أفلام أنمي
- شاكوغان نو شانا - يوكاري هيراي
- سلسلة أفلام بريك بليد
  - بريك بليد: الفصل الأول - ريغاتز
  - بريك بليد: الفصل السادس - ريغاتز

## أدوارها في ألعاب الفيديو
- تيلز أوف ليجنديا - كلوي فالنس

## أدوارها في الدبلجة اليابانية
- جيمي نيوترون: الفتى العبقري - سيندي فورتكس
- الأبطال الستة - غو غو

## وصلات خارجية
- ماسومي أسانو على موقع IMDb (الإنجليزية)
- ماسومي أسانو على موقع ميوزك برينز (الإنجليزية)
- ماسومي أسانو على موقع ديسكوغز (الإنجليزية)
- ماسومي أسانو على موقع قاعدة بيانات الفيلم (الإنجليزية)
- ماسومي أسانو على موقع ANN person (الإنجليزية)